# Álvaro Díaz Quiñones
Álvaro Díaz Quiñones (La Habana, 1 de mayo de 1894 - El Vedado, 17 de octubre de 1951) fue un abogado y político español que desempeñó los cargos de Gobernador Civil de Santander y Sevilla, subsecretario de Justicia, y director general de Industria, durante la Segunda República Española.

## Biografía
Álvaro nació en La Habana, Cuba el 1 de mayo de 1894.  En 1900, su padre Antonio Díaz Blanco, español nacido en 1845 en Cardes, Piloña, Asturias, que emigró en 1855 a La Habana, regresa a España con su esposa Rosalina Quiñones Hernández, cubana nacida en 1862 en Cienfuegos,  con seis de sus nueve hijos, estableciéndose en Gijón.
Álvaro asistió al colegio de los jesuitas, y después a los maristas, donde terminó su educación secundaria. El bachillerato lo empezó y terminó en el Real Instituto Jovellanos de Gijón. 
Estudió Derecho en la Universidad Complutense de Madrid entre octubre de 1912 y agosto de 1918, año en que se graduó, obteniendo la Licenciatura en Derecho. Mientras estudiaba en la Universidad Complutense, hizo el servicio militar en Madrid, (tres años de Servicio Militar Voluntario), para poder ser "Ciudadano español de nacimiento". 
Con el título de Licenciado en Derecho empezó a ejercer como abogado y además consiguió una plaza de profesor en el Instituto Reus de Madrid.
El 1 de enero de 1919 se casó con la asturiana Albina Rosete Villa nacida en Infiesto, Piloña, el 13 de febrero de 1896, y tuvieron cinco hijos: Álvaro (1919), Julio (1921), Rafael (1923), Lucila (1925) y Juan (1937).

## Vida política
En 1923, ya con la dictadura de Miguel Primo de Rivera, comenzó a reunirse con grupos republicanos afines al Partido Republicano Radical de Alejandro Lerroux e ingresa en la masónica Logia Matritense que era "lerrouxista".
En 1930, tras la retirada de Primo de Rivera, se involucra cada vez más en la lucha que llevaban los republicanos contra la dictadura y se hace buen amigo de Diego Martínez Barrio, Gran Maestro del Gran Oriente Español y presidente del Partido Republicano Radical de la provincia de Sevilla. Ese verano va a San Sebastián a una reunión promovida por la plataforma Alianza Republicana que tuvo lugar el 17 de agosto y a la que asistieron representantes de todos los partidos republicanos, a excepción del Partido Federal Español, y en la que (aunque no se levantó acta escrita de la misma) se acordó la estrategia para poner fin a la monarquía de Alfonso XIII y proclamar la Segunda República Española, conocida como Pacto de San Sebastián. Allí conoció a Niceto Alcalá Zamora y a Miguel Maura (ambos de la Derecha Liberal Republicana).

### Gobernador Civil de Santander
Tras las elecciones municipales del 12 de abril de 1931 donde la coalición republicano-socialista triunfó en las capitales y principales poblaciones, la posterior proclamación de la Segunda República Española el 14 de abril, y las elecciones generales del 28 de junio, el 25 de octubre fue nombrado Gobernador Civil de Santander (PRR) ahora Cantabria, por el Segundo Gobierno Provisional de la Segunda República Española (del 14 de octubre de 1931 al 16 de diciembre de 1931) y Primer Gobierno Constitucional (del 16 de diciembre de 1931 al 12 de junio de 1933), cargo que ostentó hasta el 8 de junio de 1932.

### Gobernador Civil de Sevilla
El 19 de septiembre de 1933, fue nombrado Gobernador Civil de Sevilla (PRR) por el Tercer Gobierno Constitucional (del 12 de septiembre de 1933 al 8 de octubre de 1933), el cuarto Gobierno Constitucional de Martínez Barrio (del 8 de octubre de 1933 al 16 de diciembre de 1933), el segundo gobierno radical de Alejandro Lerroux (del 16 de diciembre de 1933 al 28 de abril de 1934), y Ricardo Samper quien formó el tercer gobierno radical (del 28 de abril de 1934 al 1 de octubre de 1934), cargo que ostentó hasta el 28 de mayo de 1934. Entre los aciertos que tuvo en Sevilla, y el que más le agradecieron los sevillanos, fue que garantizó en 1934 la celebración de la Semana Santa con la salida en procesión de las hermandades, ya que el año 1932 las Juntas de gobierno de las hermandades tomaron la decisión de no salir en procesión; y en el año siguiente, 1933, se repitió la decisión.
El 1 de noviembre de 1933 el PRR lo hace candidato a Diputado a las Cortes por Almería.

### Subsecretario de Justicia
Después de las elecciones de febrero de 1936, que gana el Frente Popular, es nombrado Subsecretario de Justicia hasta su dimisión el 21 de mayo de 1936.

### Director general de Industria
En junio de 1936 le nombran Director general de Industria. Como en julio de ese año empieza la guerra civil, en noviembre, a causa de la proximidad a Madrid del frente, se traslada a Valencia con el gobierno republicano.

## Exilio
A principios de 1937 se va a vivir con toda su familia a Barcelona, donde reside hasta finales de año, en que sale de España hacia Biarritz, Francia.
Llegó a Biarritz a finales de diciembre de 1937 y se estableció allí hasta que, en abril de 1938 en el puerto de El Havre toma el barco de pasajeros Reina del Pacífico con destino a La Habana llegando el 28 de abril de 1938. En La Habana, con la ayuda de viejos amigos, alquiló una finca que se llamaba Cruz de Piedra, en el pueblo Arroyo Arenas, a tres o cuatro kilómetros de La Habana para dedicarse a la avicultura. 
En enero de 1941 ingresó en la Logia Masónica América, que al poco tiempo lo eligió orador. En el siguiente mes de mayo tomó parte en la fundación de la organización masónica Fraternidad Española en el Exilio. También fue miembro activo del Círculo Republicano Español. En el año 1942 se mudó a la finca Villa Amelia del pueblo El Cano, Marianao, y alquiló una finca en el pueblo Caimito, a 35 kilómetros de La Habana, para iniciar un negocio de venta de leche con el nombre: “Vaquería Santa Rosa”. 
En 1948, estando ya el negocio de la vaquería sólidamente establecido, revalidó su título de abogado en la Universidad de La Habana, se colegió en el Colegio de Abogados y a partir de entonces volvió a ejercer su profesión en la localidad habanera de Marianao.
En enero de 1950 era presidente de Acción Cívica de Marianao (donde hizo una buena amistad con el Alcalde), destacado miembro del Club Rotario de La Habana y Socio Fundador de la Sociedad Cubana de Filosofía. 
Falleció el 17 de octubre de 1951, con 57 años, en el Centro Médico Quirúrgico del Vedado (La Habana, Cuba).

## Escritos
- Artículo titulado Rodó, publicado en la Revista Literaria Hispano - Americana Cervantes en Madrid, Junio de 1918.[10]
- En 1933 se publicó su libro "Derecho Político: Obra adaptada al Programa de Oficiales de Instrucción Pública"[11]